# Vanmanenia stenosoma
Vanmanenia stenosoma är en fiskart som först beskrevs av Boulenger, 1901.  Vanmanenia stenosoma ingår i släktet Vanmanenia och familjen grönlingsfiskar. Inga underarter finns listade i Catalogue of Life.